# Le Cœur sincère
Pour plus de détails, voir Fiche technique et Distribution.
Le Cœur sincère (まごころ, Magokoro) est un film japonais réalisé par Masaki Kobayashi et sorti en 1953.

## Synopsis
Hiroshi Ariga est lycéen et vit au sein d'une famille aisée. C'est un jeune homme plein de vie qui préfère ses entrainements de rugby à ses études, si bien que Keiichi Yajima, le fiancé de sa sœur Midori, lui donne des cours particuliers en anglais dans le but d'intégrer la prestigieuse université Keiō. Quand de la fenêtre de sa chambre, il aperçoit à la fenêtre de la maison d'en face une jolie jeune fille à l'air mélancolique, son cœur chavire et il tombe aussitôt amoureux de Fumiko.
Kiyoko et sa jeune sœur Fumiko viennent de s'installer dans une chambre de la modeste pension située en face de la maison de Hiroshi. La pièce est petite, orientée au nord, mais c'est pour elles un havre de paix, car les deux sœurs sont orphelines et elle fuient un oncle malveillant qui cherche à les faire travailler comme entraineuses de bar. Mais Fumiko est de santé fragile, elle est atteinte de tuberculose et doit souvent rester alitée. 
Hiroshi apprend la maladie de la jeune fille avec laquelle il échange de temps à autre sourires et regards gênés, mais il prend véritablement conscience de la gravité de celle-ci un soir d'hiver où, avec son professeur de rugby, il reconduit d'urgence Fumiko chez elle après qu'ils l'aient retrouvée dans la rue enneigée à cracher du sang. Dès lors, Hiroshi se plonge à corps perdu dans ses études, au grand étonnement de ses parents. Il a pris la décision qu'il consacrerait la récompense promise par son père s'il parvenait à intégrer l'université Keiō à payer des soins à Fumiko. Mais la veille de passer ses examens, la jeune fille décède. Hiroshi est désespéré.

## Fiche technique
- Titre : Le Cœur sincère
- Titre alternatif : Cœur sincère
- Titre original : まごころ (Magokoro?)
- Réalisation : Masaki Kobayashi
- Scénario : Keisuke Kinoshita
- Photographie : Toshiyasu Morita
- Montage : Yoshi Sugihara
- Direction artistique : Kazue Hirataka
- Musique : Chūji Kinoshita
- Producteur : Kōzō Kubo
- Société de production : Shōchiku
- Pays d'origine :  Japon
- Langue originale : japonais
- Format : noir et blanc - 1,37:1 - 35 mm - son mono
- Genres : drame - mélodrame - romance
- Durée : 95 minutes (métrage : 10 bobines - 2588 m[1])
- Date de sortie :
  - Japon : 29 janvier 1953[1]

## Distribution
- Akira Ishihama : Hiroshi Ariga
- Keiko Awaji : Midori Ariga, sa sœur
- Kinuyo Tanaka : Kuniko Ariga, leur mère
- Koreya Senda : Yūzō Ariga, leur père
- Chieko Higashiyama : leur grand-mère
- Teiji Takahashi : Keiichi Yajima, le fiancé de Midori
- Hitomi Nozoe : Fumiko, la jeune voisine atteinte de tuberculose
- Keiko Tsushima : Kiyoko, sa sœur
- Yasushi Nagata : leur oncle
- Reiko Minakami : la propriétaire de la pension qui leur loue une chambre
- Tatsuya Mihashi : Tōru Shimura, le fiancé de Kiyoko
- Fujio Suga : Hachirō Sakamoto, l'entraineur de rugby
- Eiko Takamatsu : sa logeuse

## Distinctions
- Prix Blue Ribbon du meilleur scénario pour Keisuke Kinoshita en 1954 (pour Le Cœur sincère, Lettre d'amour, La Tragédie du Japon ainsi que Ai no sakyū)[2]
- Prix Mainichi du meilleur scénario pour Keisuke Kinoshita en 1954 (pour Le Cœur sincère, Lettre d'amour ainsi que La Tragédie du Japon)[3]